# Бертольд I (герцог Швабії)
Бертольд I (нім. Berthold von Rheinfelden; бл. 1060 — 18 травня 1090) — герцог Швабії у 1077—1090 роках.

## Життєпис
Походив з впливового швабсько-ельзаського роду Райнфельденів. Син Рудольфа, герцога Швабії, та Матильди (доньки імператора Генріха III). Народився близько 1060 року.
У 1077 році, коли його батька було обрано королем Німеччини, він передав Швабію Бертольду. Втім через молодий вік того фактично продовжував керувати герцогством. У 1079 році імператор Генріх IV оголосив про конфіскацію Швабії та передачу її Фрідріху фон Бюрену. Втім Бертольд I разом з чисельними прихильниками став чинити опір, зберігши під владою південну частину герцогства. Його підтримали Вельф IV і Бертольд фон Церінген.
Становище Бертольда I погіршилося після смерті батька у 1080 році. 1081 року брав участь в обранні королем Німеччини Германа фон Зальма. До 1084 року той зазнав низки поразок. У складній ситуації опинився також Бертольд I, який зберігав якісь володіння у південній Швабії. Зрештою практично відмовився від боротьби й помер 1090 року. Поховано в абатстві Святого Власія. Боротьбу продовжив Бертольд фон Церінген.